# ألف ويليام
ألف ويليام (بالإنجليزية: Alf Hale)‏ (24 يناير 1906 في المملكة المتحدة - 1 ديسمبر 1972) هو لاعب كرة قدم بريطاني (وحمل سابقاً جنسية المملكة المتحدة لبريطانيا العظمى وأيرلندا) في مركز الظهير. لعب مع نادي سانت إيلي تاون ونادي لوتون تاون ونادي هاليفاكس تاون وDinnington Athletic F.C. ‏ ولينكولن سيتي أف سي وKiveton Park F.C. ‏.